# アピタ阿久比店
アピタ阿久比店（アピタあぐいてん）は、愛知県知多郡阿久比町徳吉にあるショッピングセンター。ユニー株式会社が運営する。

## 特徴

### 概要
都築紡績植大工場跡地に開業した。敷地の北側にメイン棟があり、南側にはシネマコンプレックスとが入居する別棟が存在する。
隣接している名鉄河和線 植大駅への店舗利用型パークアンドライドを実施している。ただし条件として、1か月ごとに商品券1万円分購入する必要がある。

### 沿革
- 1999年（平成11年）5月28日 - アピタ阿久比店やユーホーム阿久比店などが開店。
- 2000年（平成12年）7月20日 - 別棟のユナイテッド・シネマ阿久比が開業。
- 2016年（平成28年）
  - 6月26日 - ユーホームが閉店。
  - 8月1日 - DCMカーマがユーホーム跡にオープン。
- 2017年（平成29年）6月23日 - ファミリーマートSSアピタ阿久比店開店。
- 2019年（令和元年）
  - 7月26日 - 別棟のフィットネスクラブ レスポ阿久比がユナイテッド・シネマ横に開業。
  - 9月25日 - ファミリーマートSSが閉店。

## テナント
地上4階建てで、1階・2階ともにアピタを核とした構成である。3階・4階・屋上は立体駐車場となっている。

### 1階
食料品や日用品売場を中心に、専門店は店数の半分以上を飲食店が率いるほか、南東側にはホームセンターのDCMカーマ（旧：ユーホーム）がある。

### 2階
衣料品や生活雑貨売場、テナントの他、フードコートがある。

### 別棟
店外に数店の飲食店が軒を連ねているほか、植大駅側にはシネマコンプレックスとフィットネスクラブがある。

## アクセス
- 名鉄河和線 植大駅より徒歩約5分。
- 阿久比町循環バス「アグピー号」 「アピタ」停留所下車。
- 半田市公共交通バス 岩滑小線「ごん吉くんバス」「アピタ阿久比店」停留所下車。（月・水・金曜のみ運行）
- 知多半島道路 半田中央ICから北東へ約4km、阿久比ICから南へ約4km。
- 愛知県道264号阿久比半田線沿い。